# Пиирайнен, Елена Геннадьевна
Елена Геннадьевна Пиирайнен (бел. Алёна Генадзеўна Пiiрайнен; род. 15 марта 1969, Минск) — белорусская лыжница. Участница зимних Олимпийских игр 1994 года. Первая женщина, представлявшая Беларусь на Олимпийских играх.

## Биография
Елена Пиирайнен родилась 15 марта 1969 года в городе Минск (сейчас в Беларуси).
Занималась лыжными гонками.
В 1994 году вошла в состав сборной Беларуси на зимних Олимпийских играх в Лиллехаммере. На дистанции 5 км классическим ходом заняла 44-е место, показав результат 16 минут 25,0 секунды и уступив 2 минуты 16,2 секунды завоевавшей золото Любови Егоровой из России. На дистанции 15 км свободным ходом заняла 51-е место с результатом 48.45,3, проиграв 9 минут 0,8 секунды победительнице Мануэле ди Ченте из Италии. В гонке преследования на 10 км свободным ходом заняла 49-е место с результатом 34.06,4, уступив 6 минут 36,3 секунды завоевавшей золото Любови Егоровой из России. В эстафете 4х5 км сборная Беларуси, за которую также выступали Светлана Камоцкая, Людмила Диделева и Елена Синкевич, заняла последнее, 14-е место с результатом 1 час 4 минуты 25,8 секунды, уступив 7 минут 13,3 секунды победившей сборной России. Также была заявлена на дистанции 30 км классическим ходом, но не вышла на старт.
Пиирайнен стала первой женщиной, представлявшей Беларусь на Олимпийских играх.